# Ball gag

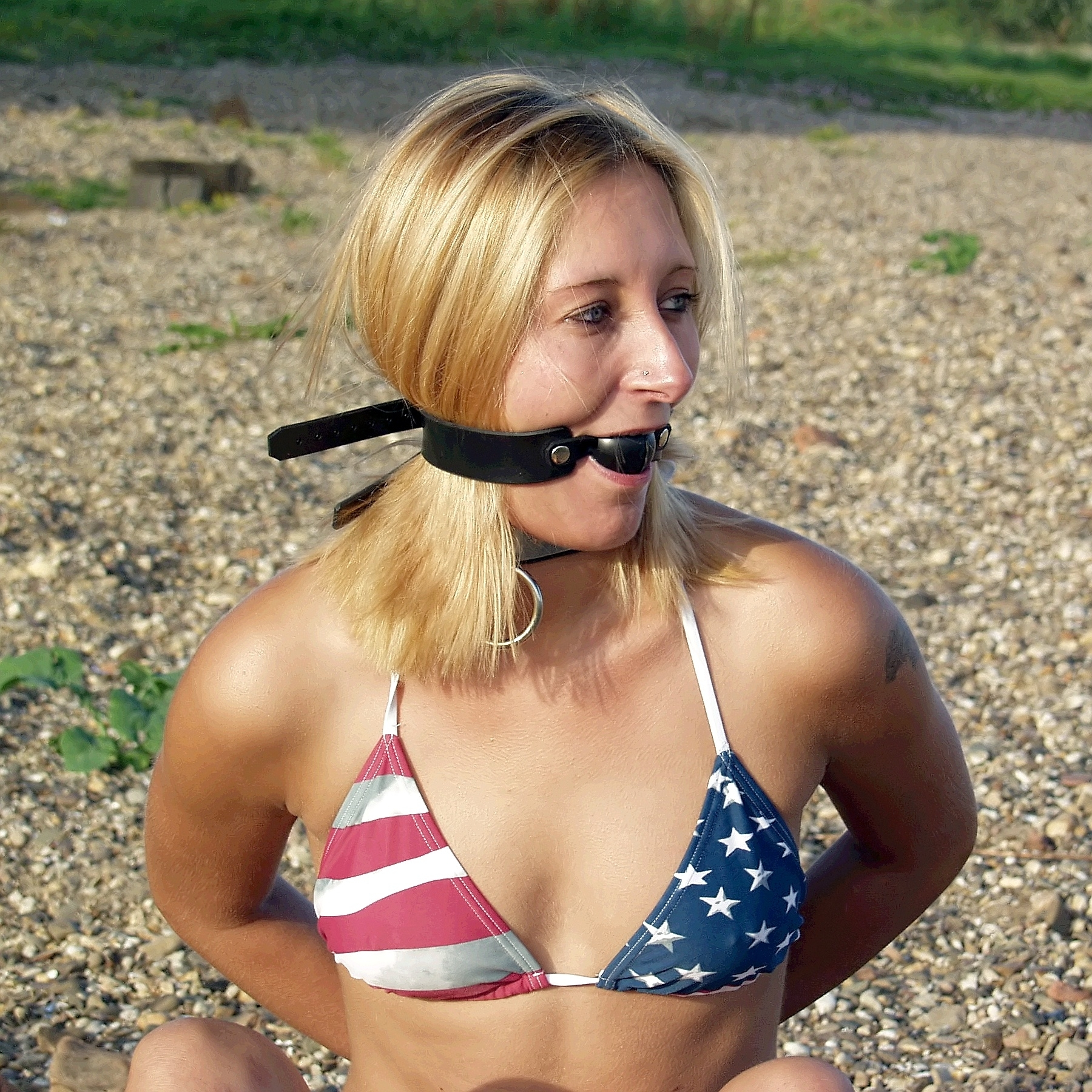
Una modella indossa una ball gag

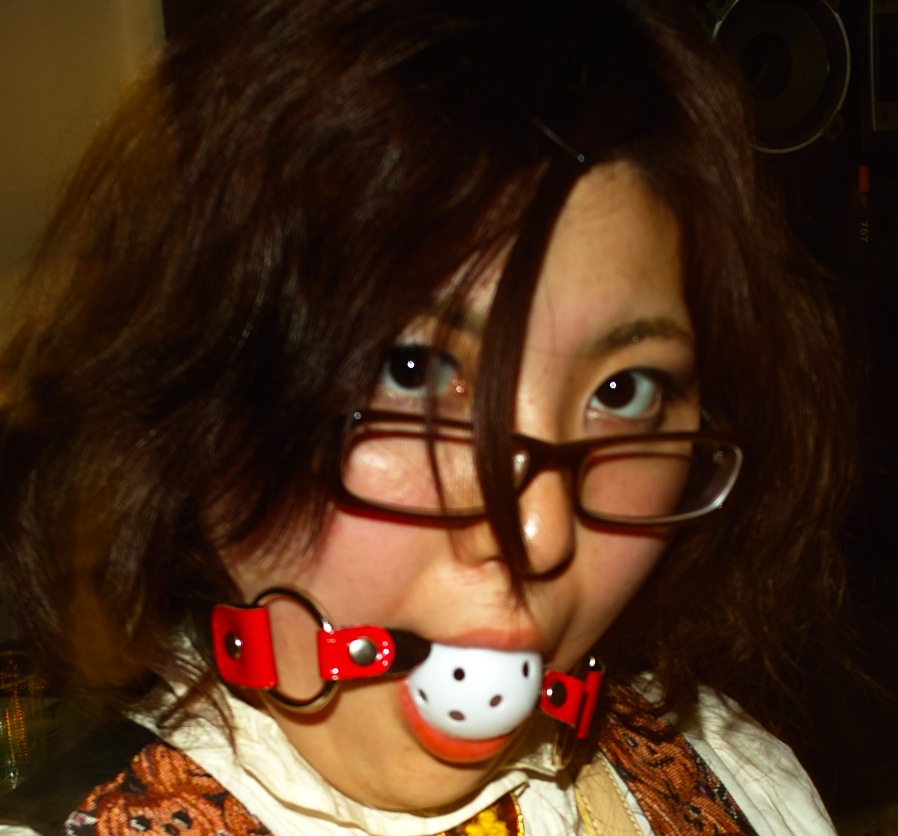
Palla cava e forata molto più sicura contro il rischio di asfissia

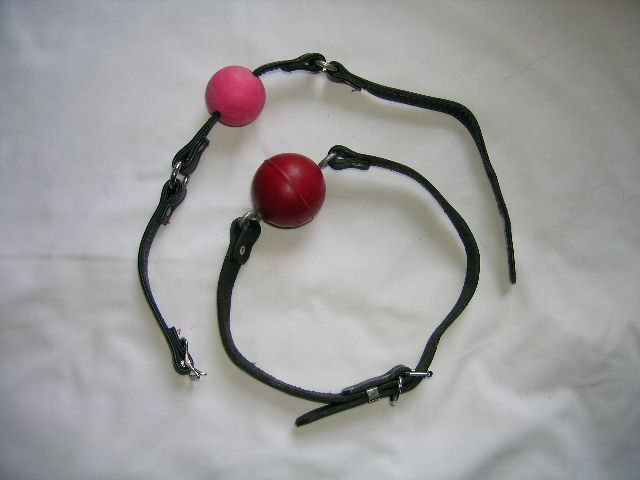
Modelli di ball gag

Una ball gag è un tipo di bavaglio costituito da una palla di circa 4 cm di diametro e da un laccio che si chiude dietro la testa. Nell'uso la palla viene infilata dietro i denti, con i lacci che girano intorno alla testa per tenerla ferma. Se la palla è molto grande può essere difficile inserirla e toglierla. Ne esistono alcune che sono cave e con fori adeguati al passaggio dell'aria e che evitano il rischio di soffocamento. 
È un oggetto che viene spesso usato nei giochi erotici a sfondo BDSM. In questo caso il Master o la Mistress (cioè l'elemento dominante nel rapporto bdsm), sottopongono a questa pratica il proprio, o la propria sub (l'elemento sottomesso).

## Uso
Lo scopo ed il risultato sono analoghi a quelli di un bavaglio, ma in più costringono la persona a stare con le mascelle aperte. Per questo motivo è un oggetto da usare con prudenza, perché può provocare una slogatura dell'articolazione e perché, non consentendo di inghiottire facilmente (più è grande la palla, più la deglutizione risulta difficile), potrebbe, nella posizione orizzontale supina, indurre soffocamento o polmonite ab ingestis per l'eccessiva produzione di saliva. Rispetto ad altri tipi di bavaglio è certamente tra i più efficaci: riempiendo completamente o quasi la bocca, riduce moltissimo la capacità di articolare parole e frasi. Per questo è usato nelle pratiche di dominazione ed è preferito ai comuni bavagli costituiti da fazzoletti e panni in cotone.
Esistono diverse varianti del ball gag. Il più semplice è formato da una palla e da un laccio o cinghia che ne attraversa il diametro e che si chiude dietro la testa. Nell'uso la palla viene infilata dietro i denti, con i lacci che girano intorno alla testa per tenerla ferma. Un'altra può prevedere inoltre un laccio che passa sotto al mento (chin strap) per limitare ancora di più l'apertura della bocca. Un'altra più complessa prevede di far passare dei lacci tutto intorno alla testa per dare al prigioniero una sensazione di immobilizzazione (head harness). Un'altra ancora prevede una maschera che le impedisce di vedere incorporata dai lacci, in modo che il prigioniero non possa togliersi ne la maschera ne il bavaglio.
Infine, il ball gag viene usato spesso quando la persona viene legata nella posizione del hog tie. È possibile inoltre legare la corda che lega le gambe alle mani anche al ball gag (nella versione che copre la testa) per obbligare il prigioniero a stare con la testa in su. In questo caso bisogna fare attenzione, perché la persona non potrà resistere a lungo in questa posizione. 
Le ball gag sono comparse anche nei media, soprattutto in contesti ironici o bizzarri, per esempio in Hostel, Arancia meccanica, Pulp Fiction, Scary Movie e Candyman 3. Sono comparse almeno due volte nella serie a cartoni animati I Simpson (le hanno indossate Marge Simpson, Homer Simpson, Serpente e il Commissario Winchester), e in un video game, True Crime: Streets of L.A.. Nel seguito, True Crime: New York City, le icone ball gag sono usate per rappresentare la prova di un crimine sessuale.